# ريمس كوزما
ريمس كوزما (بالرومانية: Remus Cosma)‏ (مواليد 12 نوفمبر 1952) هو ملاكم روماني، مثّل بلاده في الألعاب الأولمبية الصيفية 1976.

## روابط خارجية
ريمس كوزما على موقع بوكس ريك (الإنجليزية) (registration required)
- ريمس كوزما على موقع أوليمبيديا (الإنجليزية)